# 우리들은 모두 카와이네
《우리들은 모두 카와이네》(일본어: 僕らはみんな河合荘 보쿠라와 민나 가와이소[*]), 혹은 《우리들은 모두 카와이장》, 《우리들은 모두 불쌍해》는 마야하라 루리가 그린 만화이다. 고단샤의 성인 만화잡지 영 킹 아워즈에서 2010년 6월호부터 발행되었다. 2013년 12월 기준으로 단행본 4권이 발행되어 있다. 브레인즈 베이스가 제작한 텔레비전 애니메이션은 2014년 4월 3일부터 TBS 계열 방송국에서 방영중이다. 대한민국에서는 애니맥스에서 방영중이다.

## 줄거리
우사 카즈나리는 부모로부터 떨어저 학교 근처의 기숙사에서 살기 시작하는데, 기숙사에 오는 길에 만났던 변태와 그가 좋아하던 사람이 같은 기숙사에서 살고 있다는 것을 알아낸다. 이 작품은 "카와이장"이라는 기숙시에서 일어나는 에피소드를 담은 작품이다.

## 등장인물
우사 카즈나리 (宇佐 和成)
성우 - 이구치 유이치/신용우 (성우)
카즈나리는 고등학교 신입생이다. 부모님을 안심시키기 위해 부모님께서 지정해 주신 곳에 삶으로써 집을 떠날 수 있었다. 처음에는 카와이장에 사는 것을 정말정말로 싫어했지만 적응하기 시작했다. 리츠에게 호감이 있다.
카와이 리츠 (河合 律)
성우 - 하나자와 카나/미연
리츠는 조용한 고등학생 2학년. 카즈나리와 같은 학교에 다닌다. 독서를 하는 것을 좋아하며, 때때로 무감정한듯 보이지만, 무언가가 감동적이거나 인상이 깊을 때에는 감정을 확실하게 표현한다. 처음에 보인 차가운 태도에도 불구하고, 깨닫지도 못했지만, 우사와 사랑에 빠졌다는 것을 알게 된다.
스미코 (住子)
성우 - 고바야시 사나에/소연 (성우)
카와이장의 관리인이자 리츠의 할머니.
시로사키(城崎)
성우 - 시노미야 고
카즈나리의 룸메이트. 살짝 변태이며 마조히스트.
니시키노 마유미 (錦野 麻弓)
성우 - 사토 리나/송도영
남자에 관해 운이 정말로 없는 직장인 여성.
와타나베 사야카 (渡辺 彩花)
성우 - 오카무라 아케미/양정화 (성우)
카와이장의 대학생. 바깥에 싸돌아다니는 것을 좋아하나 다른사람이 사랑하는 것을 방해한다.

## 매체

### 애니메이션
애니메이션화는 2014년에 발표되었다. 감독은 Brain's Base의 미와 시게유키가 맡았고 방송은 2014년 4월 3일에 시작했다. 오프닝 곡은 Fhana가 불렀다.